# Gertrud Svensdotter
Gertrud Svensdotter (1656-1675) fou una camperola sueca. Era la filla de l'agricultor Sven Hwass. Va ser la testimoni i l'acusadora del judici de bruixes contra Märet Jonsdotter el 1668, el judici que va desencadenar la gran histèria contra la bruixeria a Suècia anomenat Stora oväsendet (Gran soroll), que va implicar una sèrie de judicis per bruixes a moltes parts de la nació i que va durar fins al 1676.